# Valentin Robu
Valentin Robu, född den 17 januari 1967 i Sabaoni i Rumänien, är en rumänsk roddare.
Han tog OS-silver i åtta med styrman i samband med de olympiska roddtävlingarna 1992 i Barcelona.